# La morte del cuore
La morte del cuore (The Death of the Heart) è un romanzo scritto da Elizabeth Bowen nel 1938.

## Edizioni
- con il titolo Crepuscolo,  trad. di Beata della Frattina, Mondadori, Milano 1948
- La morte del cuore, trad. di Laura Lovisetti Fuà, collana Narrativa, La Tartaruga, 1995,  p. 355, ISBN 88-7738-182-5.